# The Night Message
The Night Message er en amerikansk stumfilm fra 1924 instrueret af Perley Poore Sheehan.

## Medvirkende
- Howard Truesdale
- Gladys Hulette som Elsie Lefferts
- Charles Cruz som Lee Longstreet
- Margaret Seddon som Mrs. Longstreet
- Norman Rankow som Harney Lefferts
- Robert Gordon som Hank Lefferts
- Edgar Kennedy som Lem Beeman
- Joseph W. Girard som Pringle